# Leucogloea
Leucogloea är ett släkte av svampar. Leucogloea ingår i ordningen Atractiellales, klassen Atractiellomycetes, divisionen basidiesvampar och riket svampar.
|            | Saccoblastiaceae                       |
|            |                                        |
|            | Phleogenaceae                          |
|            |                                        |
|            | Mycogelidiaceae                        |
|            |                                        |
|            | Atractogloeaceae                       |
|            |                                        |
| Leucogloea | \| \| Leucogloea compressa \| \| \| \| |
|            | \| \| Leucogloea compressa \| \| \| \| |
|            | Hobsonia                               |
|            |                                        |
|            | Leucogloea compressa                   |
|            |                                        |

|  | Leucogloea compressa |
|  |                      |